# Hüttungshaus
Hüttungshaus ist ein Gemeindeteil der Stadt Selbitz im Landkreis Hof (Oberfranken, Bayern). Hüttungshaus liegt in der Gemarkung Selbitz.

## Geografie
Die Einöde liegt am Rothenbach. Ein Anliegerweg führt nach Hüttung (0,4 km östlich).

## Geschichte
In der Bayerischen Uraufnahme ist das Anwesen als Haus Nr. 72 verzeichnet. Einen Ortsnamen gab es zu diesem Zeitpunkt noch nicht. Infolge des Ersten Gemeindeedikts wurde Hüttungshaus dem 1812 gebildeten Steuerdistrikt Selbitz und der zugleich entstandenen Munizipalgemeinde Selbitz zugewiesen.

### Einwohnerentwicklung
| Jahr      | 001861 | 001871 | 001885 | 001900 | 001925 | 001950 | 001961 | 001970 | 001987 |
| Einwohner | 9      | 11     | 14     | 8      | 3      | 8      | 8      | 6      | 7      |
| Häuser    |        |        | 1      | 1      | 1      | 1      | 1      |        | 1      |
| Quelle    | [ 8 ]  | [ 9 ]  | [ 10 ] | [ 11 ] | [ 12 ] | [ 13 ] | [ 14 ] | [ 15 ] | [ 1 ]  |

## Religion
Hüttungshaus ist evangelisch-lutherisch geprägt und bis heute nach Selbitz gepfarrt.